# Snake Eyez
Darryl S. Lewis, más conocido por su seudónimo Snake Eyez, es un jugador profesional de juegos de lucha estadounidense. Es considerado uno de los mejores jugadores de Zangief de la saga Street Fighter.   Lewis fue el jugador mejor clasificado en la Capcom Cup 2015 que no recibió clasificasificación automática, siendo además el único estadounidense en el top 8 de jugadores. 
En 2015, se realizó una miniserie documental sobre su carrera, titulada como "Cultivation: House of Snake Eyez". 
En 2010, recibió el título de campeón de la Evolution Championship Series (EVO), en la categoría de Super Street Fighter II Turbo HD Remix.

## Competiciones

### 2010
- 1.° - Evolution 2010 (Super Street Fighter II Turbo HD Remix)[7][8]

### 2012
- 5.º - Street Fighter 25th Anniversary Grand Finals (Super Street Fighter IV: Arcade Edition v2012)

### 2013
- 5.º - Pelea de invierno 7 (Super Street Fighter IV: Arcade Edition v2012)
- 9.º - Evolution 2013 (Super Street Fighter IV: Arcade Edition v2012)
- 4º - LANHAMMER 2013 (Super Street Fighter IV: Arcade Edition v2012)
- 5.º - Shadowloo Showdown 2013 (Super Street Fighter IV: Arcade Edition v2012)

### 2014
- 4.º - Regionales del Sur de California 2014 "SoCal Regionals" (Super Street Fighter IV: Arcade Edition v2012)
- 7.º - Regionales del norte de California 2014 "NorCal Regionals" (Super Street Fighter IV: Arcade Edition v2012)
- 5.- CEO 2014 (Ultra Street Fighter IV)
- 4º - Evolution 2014 (Ultra Street Fighter IV)
- 1.º - Capcom Pro Tour San Diego Comic-Con (Ultra Street Fighter IV)
- 4.º - West Coast Warzone 4 (Ultra Street Fighter IV)
- 1.º - West Coast Warzone 4 (Super Street Fighter II Turbo)
- 1º - The Fall Classic 2014 (Ultra Street Fighter IV)[9]
- 1º - Absolute Battle 5 (Ultra Street Fighter IV)
- 3º - Northeast Championships 15 (Ultra Street Fighter IV)
- 13º - Copa Capcom 2014 (Ultra Street Fighter IV)
- 5.º - Hadocon VI (Ultra Street Fighter IV)

### 2015
- 2.º - Apex 2015 (Ultra Street Fighter IV)
- 1º - Winter Brawl 9 (Ultra Street Fighter IV)
- 7.° - Final Round 18 (Ultra Street Fighter IV)
- 9.º - Red Bull Kumite 2015 (Ultra Street Fighter IV)
- 2.º - Texas Showdown 2015 (Ultra Street Fighter IV)
- 1.º - SoCal Regionals Prelude I (Ultra Street Fighter IV)
- 1.º - Hadocon VII (Ultra Street Fighter IV)
- 13.º - Evolution 2015 (Ultra Street Fighter IV)
- 4.º - EGL Dallas 10K (Ultra Street Fighter IV)
- 2.º - Summer Jam 9 (Ultra Street Fighter IV)
- 2.º - First Attack 2015 (Ultra Street Fighter IV)
- 1.º -he Fall Classic 2015 (Ultra Street Fighter IV)
- 33.º - Mad Catz Tokyo Game Show 2015 (Ultra Street Fighter IV)
- 5.º - SoCal Regionals 2015 (Ultra Street Fighter IV)
- 2.º - Defend the North 2015 (Ultra Street Fighter IV)
- 5.º - Copa Canadá 2015 (Ultra Street Fighter IV)
- 1.º - Copa Canadá 2015 (Super Street Fighter II Turbo)
- 5º - Copa Capcom 2015 (Ultra Street Fighter IV)

### 2017
- 2.° - Combo Breaker 2017 (Street Fighter V) [10]
- 2.º - Enfrentamiento en Texas (Street Fighter V) [11]
- 1.º - CEO 2017 (Street Fighter V) [12][13]

### 2021
- 33.°- 48.° - The Big LEVO - NA (Guilty Gear Strive)

### 2023
- 1.º - Texas Showdown 2023 (Guilty Gear Strive)
- 1.º - Capcom Pro Tour 2023 - Oeste de EE. UU. y Canadá (Street Fighter 6)